# Edmund Sebree
Edmund Bower Sebree (7. januar 1898 – 25. juni 1966) var en general for amerikanske styrker under 2. verdenskrig. Under det strategisk vigtige slaget om Guadalcanal havde han i kort tid kommandoen over enheder fra Americal Division enheder i kamp med japanske styrker om kontrollen over øen. Efter slaget om Guadalcanal blev general Sebree sendt tilbage til USA for at optræne og gå i kamp med 35. infanteridivision, som han blev næstkommanderende for. Under felttoget i Lorraine havde han kommandoen over en uafhængig styrke med infanteri og kampvogne samt artilleri og støtteenheder, som befriede Nancy. Efter krigen var han den første amerikanske militærattache i Australien.

### Bøger
- Frank, Richard (1990). Guadalcanal: The Definitive Account of the Landmark Battle. New York: Random House. ISBN 0-394-58875-4.
- Griffith, Samuel B. (1963). The Battle for Guadalcanal. Champaign, Illinois, USA: University of Illinois Press. ISBN 0-252-06891-2.
- Hammel, Eric (2007). Guadalcanal:  The U.S. Marines in World War II. St. Paul, Minnesota, USA: Zenith Press. ISBN 0-7603-3148-0.
- Jersey, Stanley Coleman (2008). Hell's Islands:  The Untold Story of Guadalcanal. College Station, Texas: Texas A&M University Press. ISBN 1-58544-616-5.
- Morison, Samuel Eliot (1958). The Struggle for Guadalcanal, August 1942 – February 1943, vol. 5 of History of United States Naval Operations in World War II. Boston: Little, Brown and Company. ISBN 0-316-58305-7.